# Susqueda
Susqueda är en kommun i Spanien.   Den ligger i provinsen Província de Girona och regionen Katalonien, i den östra delen av landet, 500 km öster om huvudstaden Madrid. Antalet invånare är 105. Susqueda ligger vid sjön Pantà de Susqueda.